# LGBT práva v amerických zemích

LGBT práva napříč americkými zeměmi

Právní a společenské postavení leseb, gayů, bisexuálů a transgender osob (LGBT) je na americkém kontinentu velmi různorodé. Bolívie, Kuba a Ekvádor ústavně chrání před diskriminací na základě sexuální orientace a genderové identity. Homosexuálům je přiznáno právo uzavírat manželství od r. 2005 v Kanadě, od r. 2010 v Argentině a v Brazílii, od r. 2013 v Uruguayi, od r. 2016 v Kolumbie, od r. 2019 v Ekvádor, od r. 2020 v Kostarika, od r. 2022 v Chile a v Kuba. 
Ve Spojených státech amerických byl legalizován ve všech státech v roce 2015 a totéž se stalo v Mexiku od roku 2022.
Co se týče Karibského Nizozemska, tak tam uznává manželství uzravřené v Nizozemsku Aruba, Curaçao a Svatý Martin. Více než 400 milionů lidé žijících v Americe zároveň žije na území uznávajícím stejnopohlavní manželství.
Mimoto registrované partnerství mohou homosexuálové uzavírat jako jakýsi ekvivalent institutu manželství v Bolívie. Sexuální orientace není ve většině těchto zemí považována za překážku vojenské služby. Nicméně co se týče zbytku, tak 6 zemí (všechny pocházejí z území bývalé Britské západní Indie) mají stále ve svých zákonech ustanovené zákony proti bestialitě. Jedná se o Jamajku, Dominiku, Guyanu, Svatou Lucii, Svatého Vincence a Grenadiny a Grenadu.

## Náboženství a akceptace LGBT
Britské impérium, Francie, Španělsko a Portugalsko kolonizující americký kontinent se zasloužily o rozšíření křesťanství na tomto území. Mezi přední odpůrce uznávání stejnopohlavních svazků patří zejména Římskokatolická církev, následována východní pravoslavnou církví, metodistickou církví a některými dalšími protestantskými denominacemi jako jsou Reformovaná církev Ameriky, Americké baptistické církve a také konzervativními evangelikálními organizacemi a církvemi, jako jsou Evangelikální aliance, Jižní baptistická konvence, a další. Církve Letničního hnutí jako Shromáždění Boží, a restorationisté, mezi něž patří Svědci Jehovovi a Církev Ježíše Krista svatých posledních dnů, rovněž zastávají názor, že homosexuální chování je hříšné. Jiné církve se ovšem v posledním čase staly otevřenějšími vůči akceptaci LGBT lidí. Mezi ně patří Episkopální církev Spojených států, Evangelická luterská církev Ameriky, Evangelická luterská církev Kanady, Anglikánská církev Kanady, Sjednocená církev Kanady, Sjednocená církev Kristova, unitáři, kvakeři a některé sbory Presbyterní církve USA. Většina těchto denominací uděluje požehnání nebo vykonává svatby stejnopohlavních párů.

## Legislativa napříč zeměmi
| Legislativa v zemi:       | Legální stejnopohlavní styk                                                                                 | Stejnopohlavní soužití                                                                            | Stejnopohlavní manželství                                       | Homoparentální osvojení                                                                                       | Antidiskriminace (sexuální orientace)                                                                                   |
| ------------------------- | --- | ------------------------------------------------------------------------------------------------- | --------------------------------------------------------------- | --- | --- |
| Antigua a Barbuda         | Legální od r. 2022                                                                                          | Ne                                                                                                | Ne                                                              | Ne | Ne |
| Argentina                 | Legální + podepsána deklarace Spojených národů                                                              | Neregistrované soužití legální celostátně.                                                        | Legální od r. 2010                                              | Legální od r. 2009                                                                                            | / No Legální protection nationwide, but cities of Buenos Aires and Rosario have had laws since 1996.                    |
| Bahamy                    | Legální od r. 1991 (rozdílná věková hranice) + podepsána deklarace Spojených národů                         | Ne                                                                                                | Ne                                                              | Ne | Ne |
| Barbados                  | Legální od r. 2022                                                                                          | Registrovaná soužití ze zahraničí uznávána + navržena legislativa.                                | Ne                                                              | Ne | zakazuje veškerou anti-gay diskriminaci                                                                                 |
| Belize                    | Legální od r. 2016                                                                                          | Ne                                                                                                | Ne                                                              | Ne | Zakazuje veškerou anti-gay disktiminaci                                                                                 |
| Bolívie                   | Legální od r. 1832 + podepsána deklarace Spojených národů                                                   | Legální od r. 2020                                                                                | Ústavní zákaz od r. 2007                                        | / Homosexuální jedinec může osvojit dítě.                                                                     | Zakazuje veškerou anti-gay diskriminaci                                                                                 |
| Brazílie                  | Legální od r. 1830 + podepsána deklarace Spojených národů                                                   | Neregistrované soužití legální celostátně Občanské sňatky legální v Rio Grande do Sul od r. 2004. | Po rozhodnutí Nejvyššího soudu celostátně od r. 2013            | Brazilský Nejvyšší soud v roce 2010 uznal zákonnost adopce stejnopohlavním párům.                             | Zakazuje veškerou anti-gay diskriminaci                                                                                 |
| Dominika                  | Ilegální (Trest: až 10 let vězení; nevymáháno + navržena legalizace) + podepsána deklarace Spojených národů | Ne                                                                                                | Ne                                                              | Ne | Ne |
| Dominikánská republika    | Legální od r. 1822                                                                                          | Ne                                                                                                | Ústavní zákaz od r. 2010                                        | Ne | Částečně zakazuje anti-gay diskriminaci                                                                                 |
| Ekvádor                   | Legální od r. 1997 + podepsána deklarace Spojených národů                                                   | Ano                                                                                               | Legální od r. 2009                                              | / Homosexuální jedinec může osvojit dítě.                                                                     | Zakazuje veškerou anti-gay diskriminaci                                                                                 |
| Francouzská Guyana        | Legální od r. 1791 + podepsána deklarace Spojených národů                                                   | Občanský pakt solidarity od r. 1999                                                               | Legální od r. 2013                                              | Legální od r. 2013                                                                                            | Zakazuje veškerou anti-gay diskriminaci                                                                                 |
| Grenada                   | Mužský ilegální (Trest: 10 let vězení; nevymáháno + navržena legalizace) Ženský legální                     | Ne                                                                                                | Ne                                                              | Ne | Ne |
| Guatemala                 | Legální od r. 1871 + podepsána deklarace Spojených národů                                                   | (Navrženo)                                                                                        | Ne                                                              | Ne | Zákon proti diskriminaci dětí a mládeže od r. 1997.                                                                     |
| Guyana                    | Mužský ilegální (Trest: doživotní vězení; nevymáháno + navržena legalizace) Ženský legální                  | Ne                                                                                                | Ne                                                              | Ne | (2022) |
| Haiti                     | Legální od r. 1986                                                                                          | Ne                                                                                                | Ne                                                              | Ne | Ne |
| Honduras                  | Legální od r. 1899 + podepsána deklarace Spojených národů                                                   | Ústavní záakz pod r. 2005                                                                         | Ústavní zákaz od r. 2005                                        | Ústavní zákaz od r. 2005                                                                                      | Zakazuje veškerou anti-gay diskriminaci                                                                                 |
| Chile                     | Legální od r. 1999 + podepsána deklarace Spojených národů                                                   | Legální od r. 2015                                                                                | Legální od r. 2022                                              | Legální od r. 2022                                                                                            | Zakazuje veškerou anti-gay diskriminaci                                                                                 |
| Jamajka                   | Ilegální (Trest: 10 let těžké práce; nevymáháno + navržena legalizace) Ženský legální.                      | Ne                                                                                                | Ústavní zákaz od r. 1962                                        | Ne | Ne |
| Kanada                    | Legální od r. 1969 + podepsána deklarace Spojených národů                                                   | Ano                                                                                               | Legální od r. 2003, celostátně od r. 2005                       | [ 20 ] [ 21 ]                                                                                                 | Zakazuje veškerou anti-gay diskriminaci, včetně slovních útoků                                                          |
| Kolumbie                  | Legální od r. 1981 + podepsána deklarace Spojených národů                                                   | Legální od r. 2007                                                                                | Legální od r. 2016                                              | Adopce dítěte partnera od r. 2014, společná adopce dětí od r. 2016                                            | Ano |
| Kostarika                 | Legální od r. 1971 + podepsána deklarace Spojených národů                                                   | Neregistrované soužitá od r. 2014                                                                 | Legální od r. 2020                                              | Legální od r. 2020                                                                                            | zakazuje veškerou anti-gay diskriminaci                                                                                 |
| Kuba                      | Legální od r. 1979 + podepsána deklarace Spojených národů                                                   | Legální od r. 2022                                                                                | Legální od r. 2022                                              | Legální od r. 2022                                                                                            | Zakazuje veškerou anti-gay diskriminaci                                                                                 |
| Mexiko                    | Legální od r. 1871 + podepsána deklarace Spojených národů                                                   | Ve státě Coahuila legální od r. 2007.                                                             | Legální celostátní od roku 2022.                                | / Adopce dítěte partnera legální v Mexico City od r. 2010. Celostátně mohou osvojit homosexuální jednotlivci. | Od r. 1999 na regionální úrovni, celostátně od r. 2003.                                                                 |
| Nikaragua                 | Legální od r. 2008 + podepsána deklarace Spojených národů                                                   | Ne                                                                                                | Ne                                                              | Ne | Částečně zakazuje anti-gay diskriminaci                                                                                 |
| Panama                    | Legální od r. 2008 + podepsána deklarace Spojených národů                                                   | (navrženo, čekání na rozhodnutí ústavního soudu)                                                  | (navrženo, čekání na rozhodnutí ústavního soudu)                | (navrženo, čekání na rozhodnutí ústavního soudu)                                                              | Částečně zakazuje anti-gay diskriminaci                                                                                 |
| Paraguay                  | Legální od r. 1880 (rozdílná věková hranice) + podepsána deklarace Spojených národů                         | Ústavní zákaz od r. 1992                                                                          | Ústavní zákaz od r. 1992                                        | Ne | Částečně zakazuje anti-gay diskriminaci                                                                                 |
| Peru                      | Legální od r. 1921                                                                                          | (Navrženo)                                                                                        | (Navrženo)                                                      | Ne | Zakazuje veškerou anti-gay diskriminaci. (Trest: 2-4 roky vězení)                                                       |
| Salvador                  | Legální od r. 1822 + podepsána deklarace Spojených národů                                                   | Ne                                                                                                | Ne                                                              | Ne | Zcela zakazuje anti-gay diskriminaci                                                                                    |
| Spojené státy americké    | Legální federálně od r. 2003 + podepsána deklarace Spojených národů                                         | / Liší se v jednotlivých státech, na federální úrovni přístupné                                   | / Liší se v jednotlivých státech, na federální úrovni přístupné | / Homosexuální jednotlivci mohou osvojit, zákony o párovém osvojení se v jednotlivých státech liší            | Federální ochrana neexistuje. Ve 20 státech zakázána. Zahrnuto ve federálním zákoně o zločinech z nenávisti od r. 2009. |
| Surinam                   | Legální od r. 1869 (rozdílná věková hranice)                                                                | Ne                                                                                                | Ne                                                              | Ne | Zakazuje veškerou anti-gay diskriminaci                                                                                 |
| Svatá Lucie               | Mužský ilegální (Trest: pokuta a/nebo 10 let vězení; nevymáháno + návrh legalizace) Ženský legální          | Ne                                                                                                | Ne                                                              | Ne | Částečně zakazuje anti-gay diskriminaci                                                                                 |
| Svatý Kryštof a Nevis     | Legální od r. 2022                                                                                          | Ne                                                                                                | Ne                                                              | Ne | Ne |
| Svatý Vincenc a Grenadiny | Ilegální (Trest: pokuta a/nebo 10 let vězení; nevymáháno - návrh legalizace)                                | Ne                                                                                                | Ne                                                              | Ne | Nezjištěno |
| Trinidad a Tobago         | Legální od r. 2018                                                                                          | Ne                                                                                                | Ne                                                              | Ne | Ne |
| Uruguay                   | Legální + podepsána deklarace Spojených národů                                                              | Legální od r. 2009                                                                                | Legální od r. 2013                                              | Legální | Zakazuje veškerou anti-gay diskriminaci                                                                                 |
| Venezuela                 | Legální + podepsána deklarace Spojených národů                                                              | Občanské sňatky v jednání                                                                         | Ústavní zákaz od r. 1999                                        | Ne | Částečně zakazuje anti-gay diskriminaci                                                                                 |